# Eranthemum pulchellum
Eranthemum pulchellum là một loài thực vật có hoa trong họ Ô rô. Loài này được Andrews mô tả khoa học đầu tiên năm 1800.

## Hình ảnh

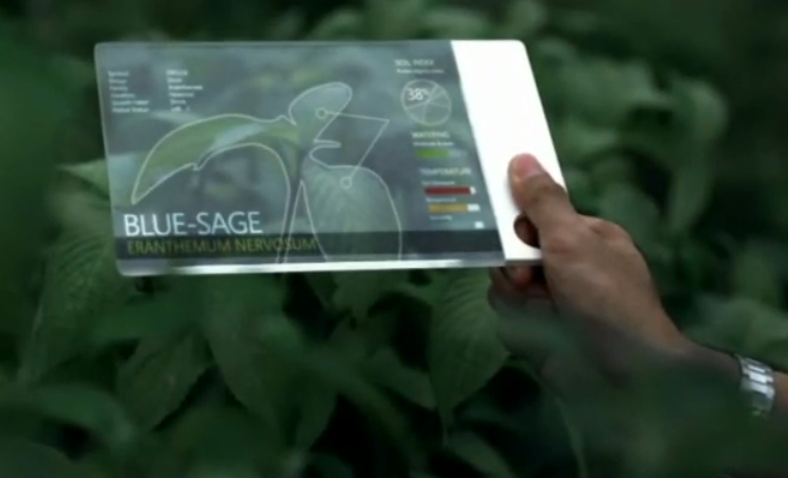
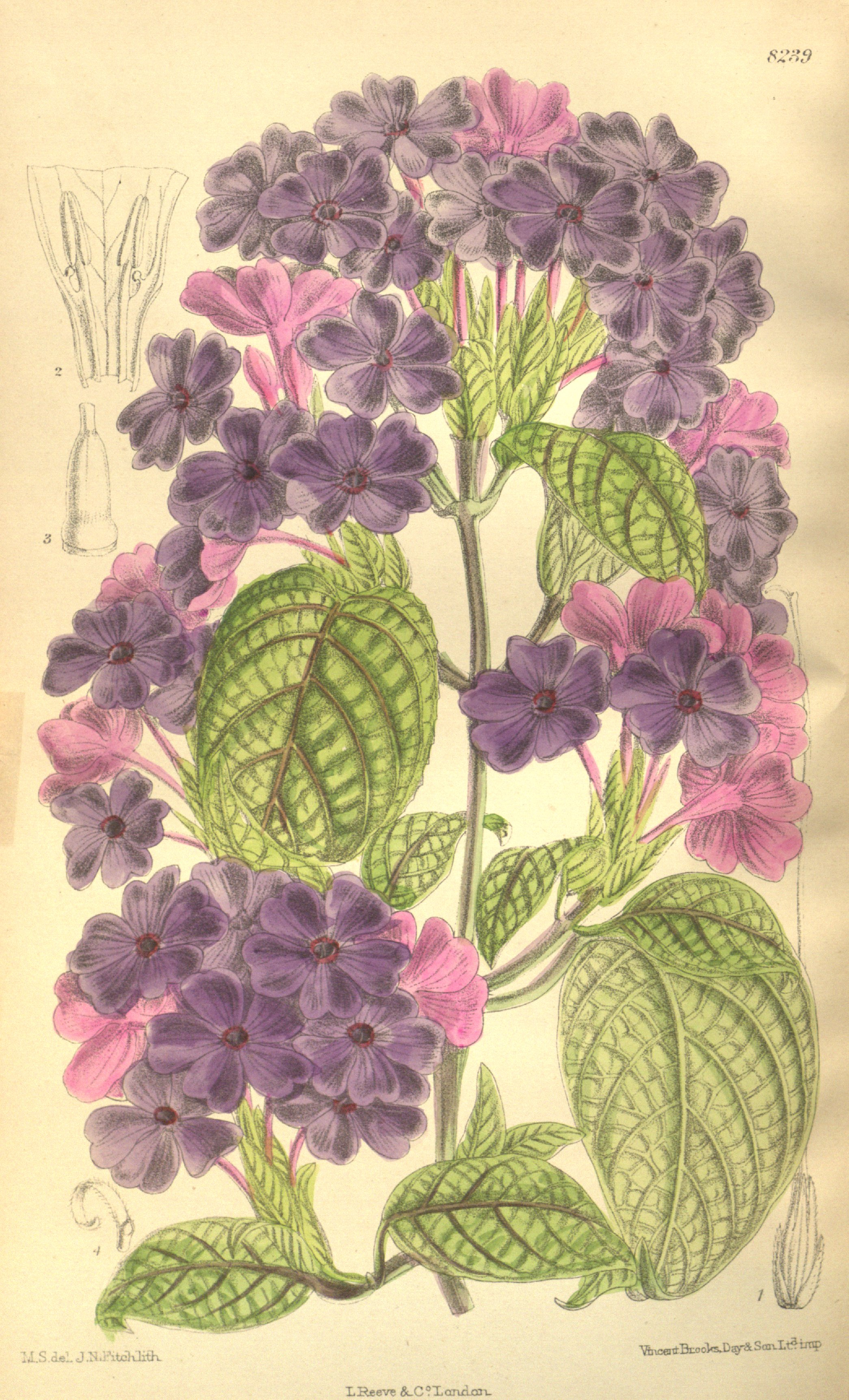
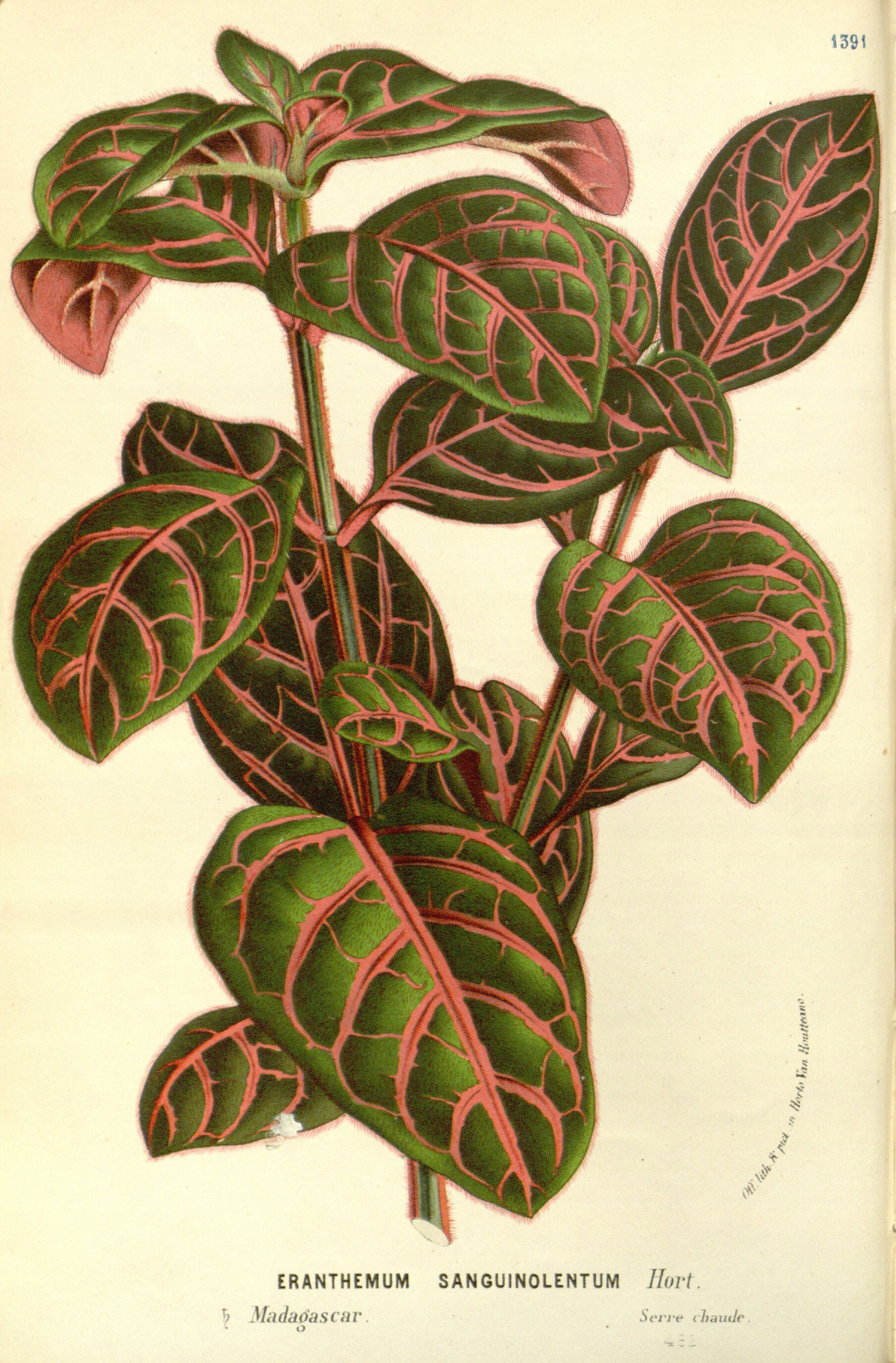
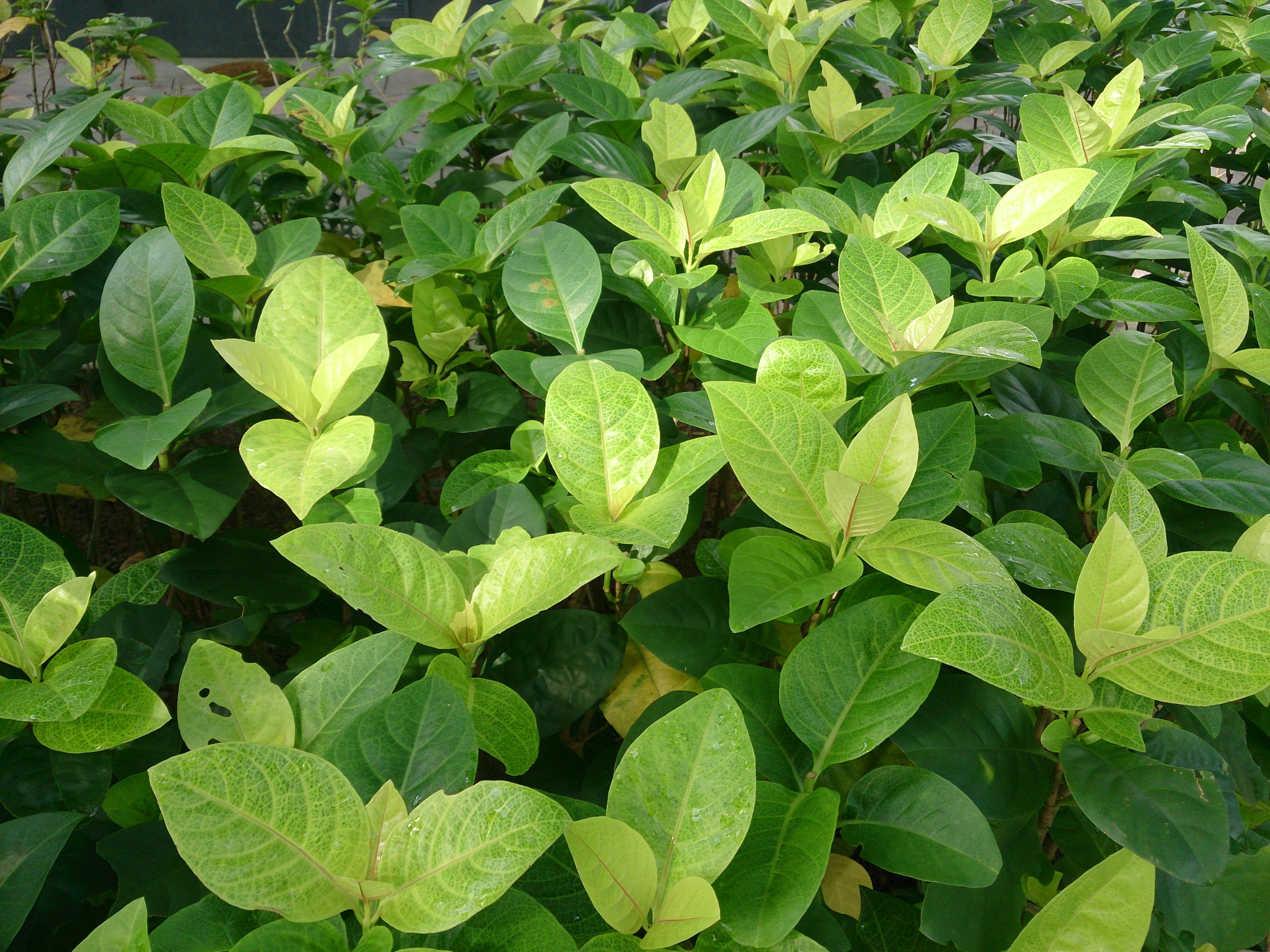